# 諫山正
諫山 正（いさやま ただし、1935年7月3日 - 2021年9月3日）は、日本のマルクス経済学者。新潟大学名誉教授。元新潟青陵大学学長。元新潟市都市計画審議会会長。

## 人物・経歴
新潟県新潟市出身。1959年九州大学経済学部経済学科卒業。1963年東京教育大学大学院文学研究科社会学専攻修士課程修了、文学修士。1967年同博士課程単位取得退学。1980年新潟大学経済学部教授。1990年新潟大学経済学部長、新潟大学大学院経済学研究科長。2001年定年退職、新潟大学名誉教授、新潟青陵女子短期大学教授。2004年新潟青陵大学短期大学部教授、新潟青陵大学短期大学部学長代行。2005年学校法人新潟青陵学園評議員、学校法人新潟青陵学園理事。2011年新潟青陵大学学長。2019年学校法人新潟青陵学園学事顧問、新潟青陵大学名誉教授。2020年学校法人新潟青陵学園常務理事。全国大学実務教育協会理事、郵政省郵政経営会議委員、新潟県弁護士会懲戒委員、新潟市都市計画審議会会長、新潟県総合開発審議会委員、 新潟市・新津市合併協議会委員等も歴任した。
2021年9月3日、肺炎のため死去。

## 著書
- 『大系国家独占資本主義 2：現代の世界経済と国際関係』河出書房 1971年
- 『現代資本主義とファシズム』ありえす書房 1975年
- 『学習「帝国主義論」』（向坂逸郎と共著）労働大学 1975年
- 『基礎からよくわかる政治・経済』（田中浩, 中野広策と共著）旺文社 1983年

## 訳書
- J・P・ネットル『ローザ・ルクセンブルク　上』河出書房新社 1975年
- J・P・ネットル『ローザ・ルクセンブルク　下』河出書房新社 1976年
- ローター・バール『東欧社会主義経済史』ありえす書房 1979年